# Amsterdam-Nord
Amsterdam-Nord (în neerlandeză Amsterdam-Noord) este un district al orașului Amsterdam, capitala Țărilor de Jos. El este una dintre cele șapte diviziuni administrative ale Amsterdamului, denumite literal „părți ale orașului” (stadsdelen în neerlandeză). Spre deosebire de majoritatea districtelor, înființate mai recent, districtul Amsterdam-Nord există în forma sa actuală din 1981.
În 2013, populația totală a districtului era de 88.434 locuitori, care locuiau pe o suprafață de teren de 49,01 km2.

## Geografie
Cu o suprafață de 49,01 km2, districtul Amsterdam-Nord este cel mai vast district al orașului. În termeni de locație, Amsterdam-Nord este situat pe malul nordic al lacului IJ și, astfel, nu are o legătură directă cu celelalte districte. Legăturile gratuite de feribot, precum și conexiunile rutiere prin intermediul tunelurilor, unește acest district cu celelalte părți ale orașului. 

## Istoric
În cel de-al Doilea Război Mondial platformele industriale din Amsterdam-Nord au fost țintele bombardamentelor aliate. Bombardamentul din 17 iulie 1943 a vizat Fokker Fabrieken, dar bombele nu au căzut deasupra fabricii, ci în cartierele învecinate, ucigând 158 de oameni și rănind grav pe alți 119 oameni. Acesta a fost cel mai puternic bombardament care a lovit Amsterdamul: 106 case au fost complet distruse, 206 case au fost grav avariate și alte 676 de case au suferit distrugeri medii. În fiecare an, pe 17 iulie, are loc o rememorare a acestui bombardament în New Noorder.

## Urbanism
Districtul are un aspect urbanistic contrastant, având în partea de sud - portul Amsterdam și zonele sale industriale, în centrul său - mai multe cartiere rezidențiale, iar la nord - peisaje rurale cu sate precum Ransdorp, Durgerdam, Holysloot, 't Nopeind sau Zunderdorp.

### Cartiere
- Banne Buiksloot
- Buiksloot
- Buikslotermeer
- Floradorp
- Kadoelen

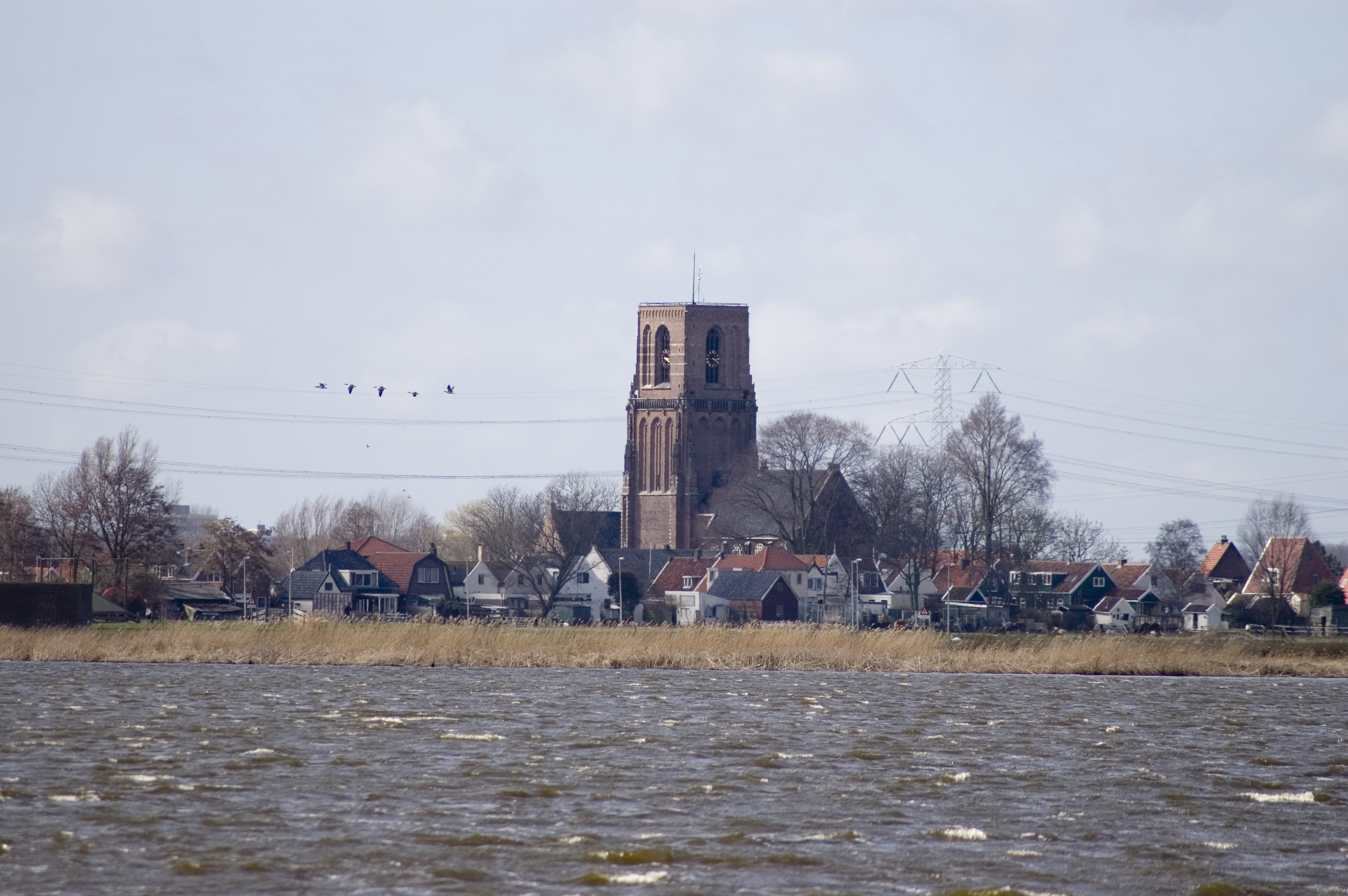
Ransdorp

- Landelijk Noord, zonă rurală cu satele Durgerdam, Holysloot, 't Nopeind, Ransdorp, Schellingwoude și Zunderdorp
- Molenwijk
- Nieuwendam
- Nieuwendammerdijk en Buiksloterdijk
- Oostzanerwerf
- Overhoeks
- Tuindorp Nieuwendam
- Tuindorp Oostzaan

## Transport

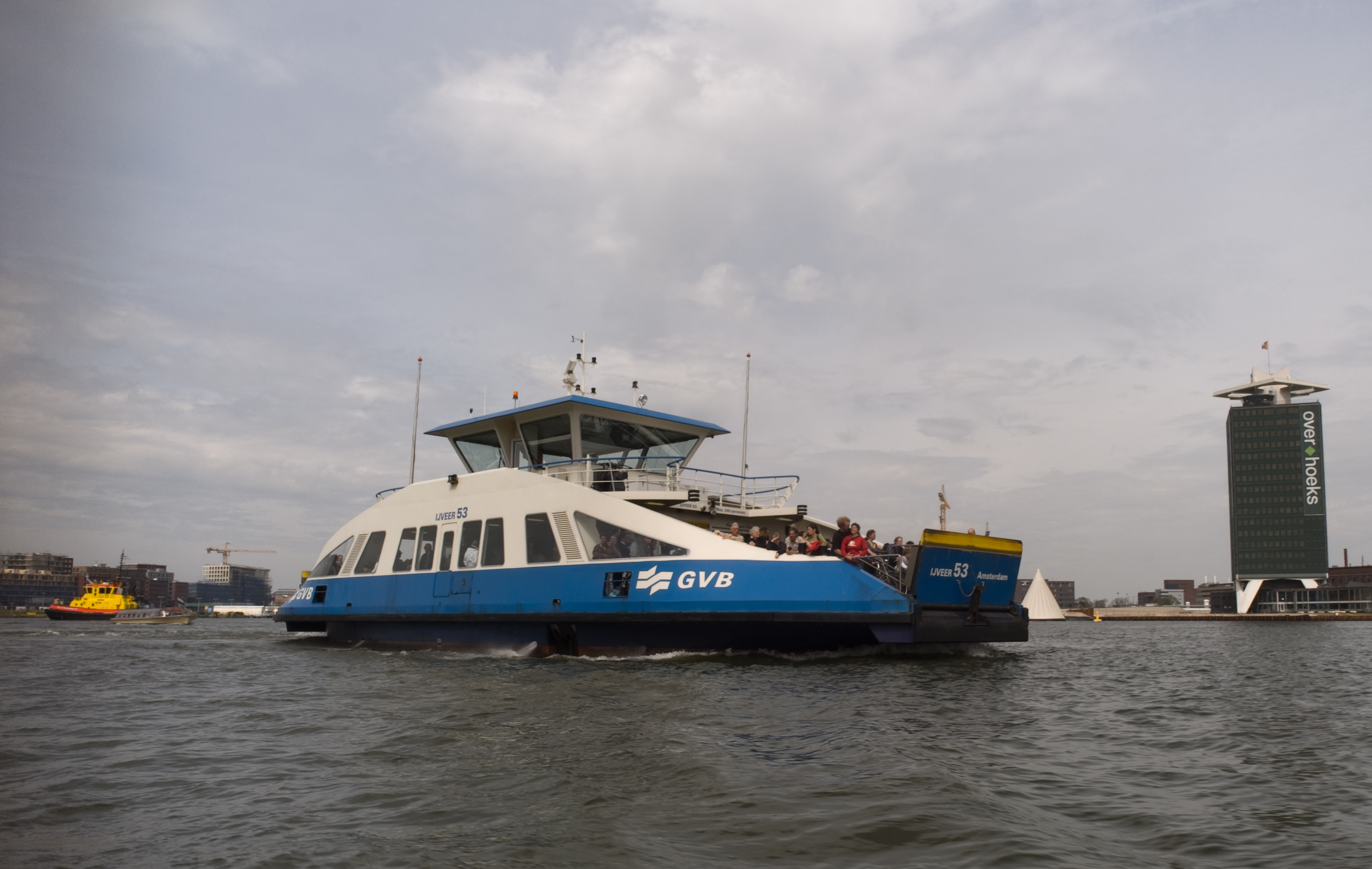
Feribot

Districtul Amsterdam-Noord este legată de celelalte părți ale Amsterdamului printr-un singur pod rutier (Schellingwouderbrug) și trei tuneluri rutier: Coentunnel (vest), IJtunnel (centru) și Zeeburgertunnel (est). În plus, există 5 feriboturi de pasageri pentru pietoni și biciclete. Circulă, de asemenea, autobuze care fac legătura cu centrul orașului și cu alte zone (inclusiv Purmerend, Volendam și Zaandam). Deoarece districtul este separat fizic de restul Amsterdamului, el nu este deservit de rețeaua de tramvai. 
Linia Noord/Zuidlijn a metroului din Amsterdam, momentan în construcție până în 2018, care va avea două stații în acest district, urmează să îmbunătățească circulația persoanelor.